# Пол Радмілович
Пол Радмілович (англ. Paul Radmilovic, 5 березня 1886 — 29 вересня 1968) — британський плавець і ватерполіст.
Олімпійський чемпіон 1908, 1912, 1920 років.